# Ralica Galewa
Ralitsa Galewa (ur. 9 lipca 1988 w Samokowie) – bułgarska biathlonistka, brązowa medalistka Mistrzostw Europy w 2007.

## Osiągnięcia

### Mistrzostwa Europy
| Rok  | Miejsce           | IN | SP | PU | MS | RL |
| 2006 | Langdorf-Arbersee | 54 | 37 | 42 |    | 11 |
| 2007 | Bansko            | 16 | 29 | 28 |    | 3  |
| 2008 | Nové Město        | 33 | 55 | 43 |    |    |

### Mistrzostwa Świata Juniorów
| Rok  | Miejsce              | IN | SP | PU | MS | RL |
| 2007 | Martell-Val Martello | 57 | 48 | 52 |    | 15 |
| 2008 | Ruhpolding           |    | 56 | 54 |    |    |

IN – bieg indywidualny, SP – sprint, PU – bieg pościgowy, MS – bieg ze startu wspólnego, RL – sztafeta